# Viktor Dyk
Viktor Dyk, češki pesnik, pisatelj, dramatik, politik in pravnik,* 31. december 1877, Pšovka pri Mělníku, Češka; † 14. maj 1931, otok Lopud (Hrvaška).